# Downham, Essex
Downham är en ort i civil parish South Hanningfield, i distriktet Chelmsford, i grevskapet Essex, i England. Orten är belägen 11 km från Chelmsford. Aveley var en civil parish fram till 1934 när blev den en del av South Hanningfield och Great Burstead. Civil parish hade 833 invånare år 1931.